# Northumberland County (Ontario)
Northumberland County ist ein County im Südosten der kanadischen Provinz Ontario. Der County Seat ist Cobourg. Die Einwohnerzahl beträgt 85.598 (Stand: 2016), die Fläche 1905,15 km², was einer Bevölkerungsdichte von 44,9 Einwohnern je km² entspricht. Das County liegt am Nordufer des Ontariosees. Zusammen mit dem Durham County bildete es von 1798 bis 1849 den Newcastle District und von 1850 bis 1973 die United Counties of Northumberland and Durham.
Northumberland County liegt dabei am östlichen Rand des Greater Golden Horseshoe bzw. südlich der Ausläufer des kanadischen Schildes. Außerdem wird das County von den östlichen Ausläufern der Oak Ridges-Moräne durchzogen. Die wichtigsten Gewässer im County sind der Trent River sowie der Rice Lake, welche beide Teil des Trent-Severn-Wasserweges sind.
Im Bezirk liegen mehrere der Provincial Parks in Ontario, unter anderem im Südosten der Presqu’ile Provincial Park.
|                                 | Peterborough County                         |                 |
| Regional Municipality of Durham | Kompassrose, die auf Nachbargemeinden zeigt | Hastings County |
|                                 | Ontariosee                                  |                 |

## Administrative Gliederung

### Städte und Gemeinden
| Ort               | Status       | Bevölkerung (2016) |
| ----------------- | ------------ | ------------------ |
| Alnwick/Haldimand | Township     | 6.869              |
| Brighton          | Municipality | 11.844             |
| Cobourg           | Town         | 19.440             |
| Cramahe           | Township     | 6.355              |
| Hamilton Township | Township     | 10.942             |
| Port Hope         | Municipality | 16.753             |
| Trent Hills       | Municipality | 12.900             |

### Gemeindefreie Gebiete
Im Bezirk finden sich keine gemeindefreien Gebiete.

### Indianerreservationen
Im Nordwesten des Bezirks finden sich Indianerreservationen der „Alderville First Nation“, einer Gruppe der Mississauga.